# Porsche 991

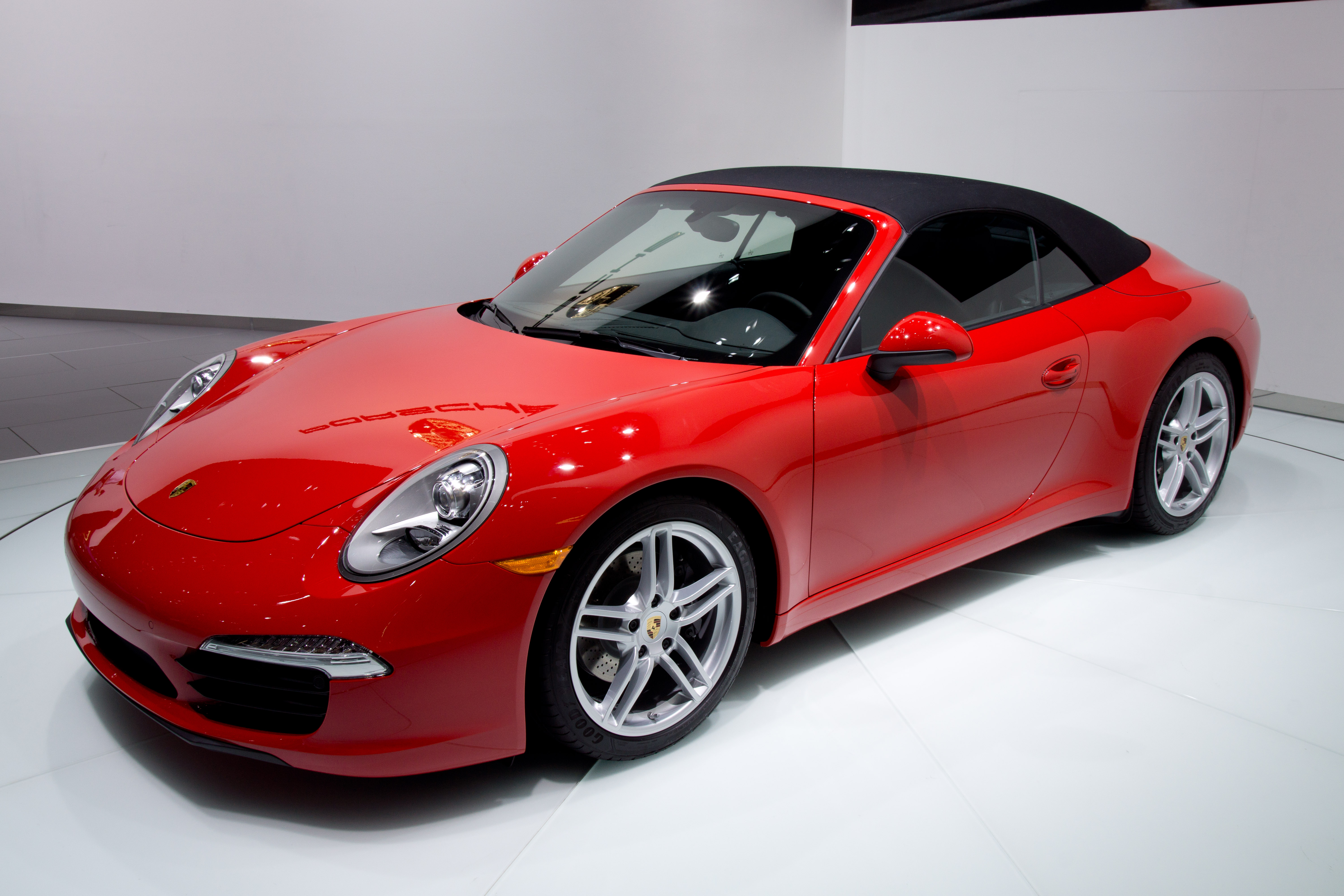
Porsche 991 Cabriolet

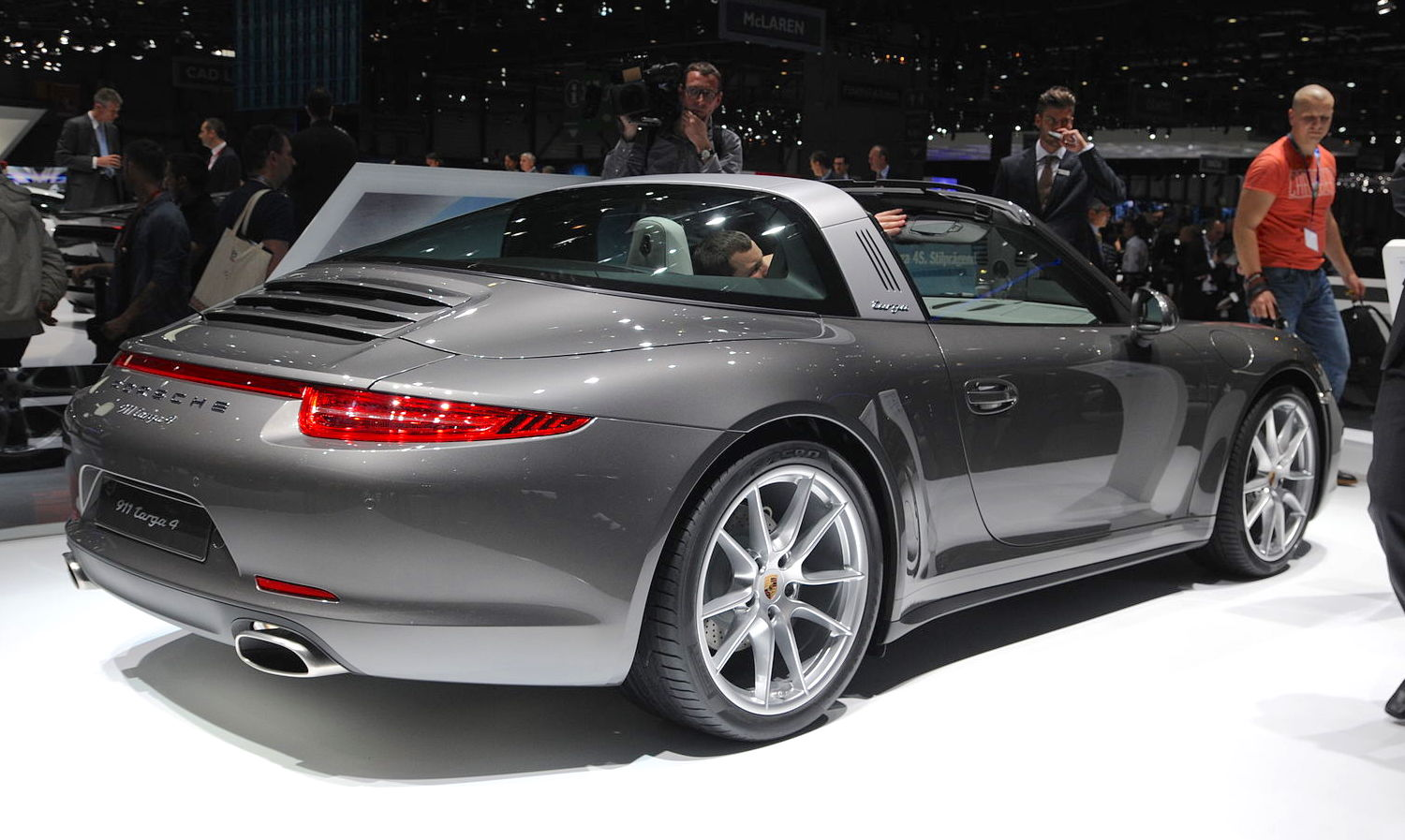
Porsche 991 Targa

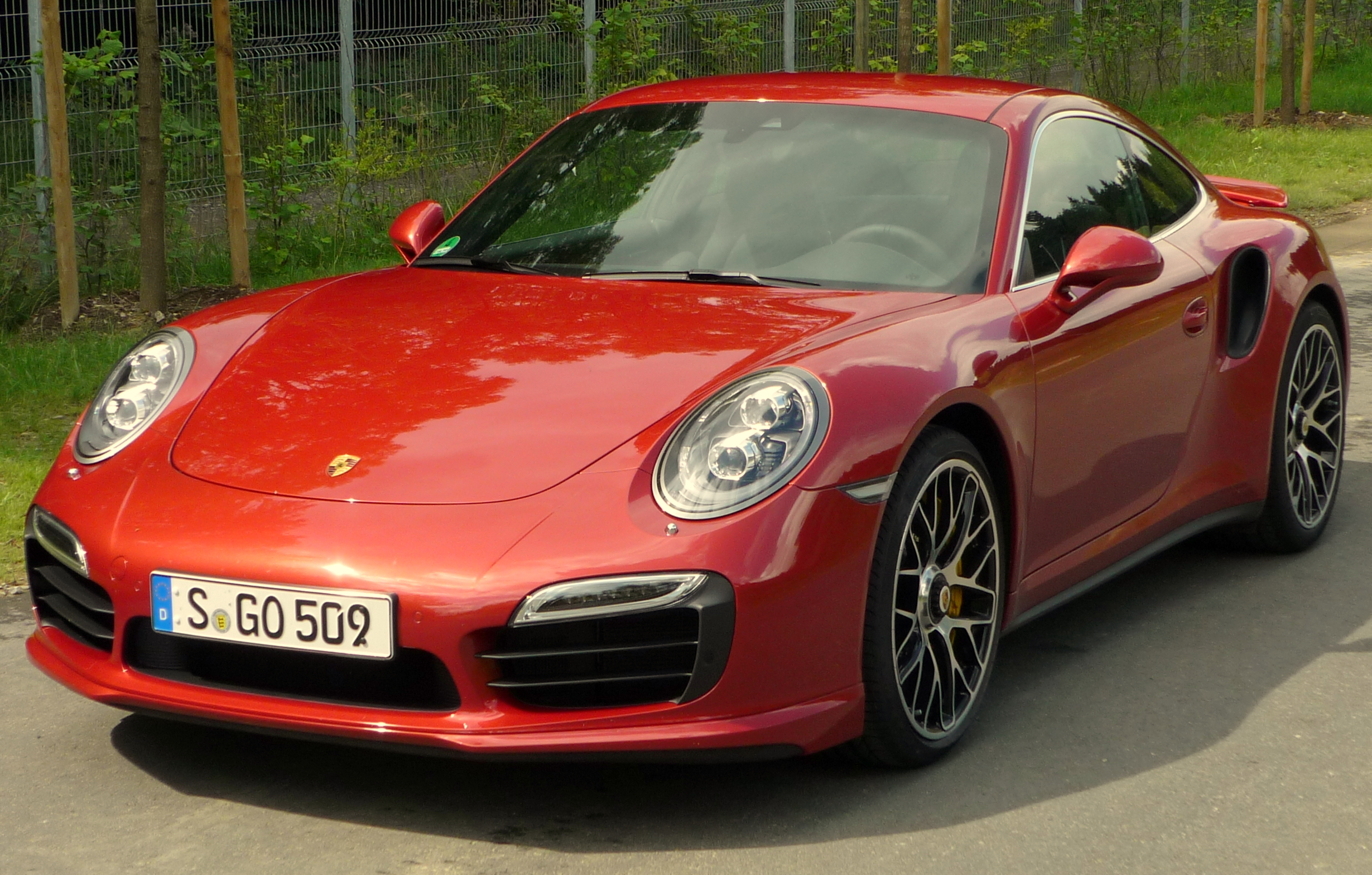
Porsche 991 Turbo S

Porsche 991 är en sportbil som den tyska biltillverkaren Porsche introducerade på bilsalongen i Frankfurt i september 2011.

## Porsche 991

### Carrera
991 Carrera är grundmodellen med en 3,4 liters sexcylindrig svansmonterad boxermotor.

### Carrera S
991 Carrera S är en sportigare version där motorn har förstorats till 3,8 liter.

### Turbo/Turbo S
2012 tillkommer 991 Turbo och den ännu starkare  991 Turbo S. Bilen har fått aktiv bakhjulsstyrning för bättre kurvtagning. S-versionen har keramiska bromsar, Porsches dubbelkopplingslåda PDK och aktiva krängningshämmare som standard.

### Tekniska data
| Porsche 991.1: | 911 Carrera | 911 Carrera S | 911 Carrera GTS                                                         | 911 Turbo                                                          | 911 Turbo S                                                        |  |
| --- | --- | --- | ----------------------------------------------------------------------- | ------------------------------------------------------------------ | ------------------------------------------------------------------ |  |
| Motor: | 6-cyl boxermotor | 6-cyl boxermotor | 6-cyl boxermotor                                                        | 6-cyl boxermotor med turbo                                         | 6-cyl boxermotor med turbo                                         |  |
| Cylindervolym: | 3436 cm³ | 3800 cm³ | 3800 cm³                                                                | 3800 cm³                                                           | 3800 cm³                                                           |  |
| Borrning x slaglängd: | 97,0x77,5 mm | 102,0x77,5 mm | 102,0x77,5 mm                                                           | 102,0x77,5 mm                                                      | 102,0x77,5 mm                                                      |  |
| Max effekt vid varvtal: | 350 hk vid 7 400 v/min | 400 hk vid 7 400 v/min | 430 hk vid 7 500 v/min                                                  | 520 hk vid 6 000 v/min                                             | 560 hk vid 6 500 v/min                                             |  |
| Max vridmoment vid varvtal: | 390 Nm vid 5 600 v/min | 440 Nm vid 5 600 v/min | 440 Nm vid 5 750 v/min                                                  | 660 Nm vid 1 950 v/min                                             | 750 Nm vid 2 200 v/min                                             |  |
| Kompression: | 12,5 : 1 | 12,5 : 1 | 12,5 : 1                                                                | 9,8 : 1                                                            | 9,8 : 1                                                            |  |
| Ventilstyrning: | Dubbla överliggande kamaxlar per cylinderrad, variabla ventiltider                                                                      | Dubbla överliggande kamaxlar per cylinderrad, variabla ventiltider                                                                         | Dubbla överliggande kamaxlar per cylinderrad, variabla ventiltider      | Dubbla överliggande kamaxlar per cylinderrad, variabla ventiltider | Dubbla överliggande kamaxlar per cylinderrad, variabla ventiltider |  |
| Kylning: | Vätskekylning | Vätskekylning | Vätskekylning                                                           | Vätskekylning                                                      | Vätskekylning                                                      |  |
| Kraftöverföring: 7 Växlad Manuell eller 7 Växlad PDK (Tillval på alla modeller förutom Turbo S) Bakhjulsdrift Fyrhjulsdrift (Tillval på alla förutom Turbo och Turbo S) | | |                                                                         |                                                                    |                                                                    |  |
| | | |                                                                         |                                                                    |                                                                    |  |
| Bromsar: | Ventilerade skivbromsar, ABS | Ventilerade skivbromsar, ABS | Ventilerade skivbromsar, ABS                                            | Ventilerade skivbromsar, ABS                                       | Ventilerade skivbromsar, ABS                                       |  |
| Hjulupphängning fram: | Undre tvärlänkar, McPhersonben, skruvfjädrar, krängningshämmare                                                                         | Undre tvärlänkar, McPhersonben, skruvfjädrar, krängningshämmare                                                                            | Undre tvärlänkar, McPhersonben, skruvfjädrar, krängningshämmare         | Undre tvärlänkar, McPhersonben, skruvfjädrar, krängningshämmare    | Undre tvärlänkar, McPhersonben, skruvfjädrar, krängningshämmare    |  |
| Hjulupphängning bak: | Multilänkaxel, skruvfjädrar, krängningshämmare                                                                                          | Multilänkaxel, skruvfjädrar, krängningshämmare                                                                                             | Multilänkaxel, skruvfjädrar, krängningshämmare                          | Multilänkaxel, skruvfjädrar, krängningshämmare                     | Multilänkaxel, skruvfjädrar, krängningshämmare                     |  |
| Kaross: | Självbärande kaross med hastighetsberoende bakspoiler                                                                                   | Självbärande kaross med hastighetsberoende bakspoiler                                                                                      | Självbärande kaross med hastighetsberoende bakspoiler                   | Självbärande kaross med fast bakspoiler                            | Självbärande kaross med fast bakspoiler                            |  |
| Fälgar, däck: | Carrera: Fram: 8,5Jx19 med 235/40 ZR19 Bak: 11Jx19 med 285/35 ZR19 Carrera 4: Fram: 8,5Jx19 med 235/40 ZR19 Bak: 11Jx19 med 295/35 ZR19 | Carrera S: Fram: 8,5Jx20 med 245/35 ZR20 Bak: 11Jx20 med 295/30 ZR20 Carrera 4S: Fram: 8,5Jx20 med 245/35 ZR20 Bak: 11Jx20 med 305/30 ZR20 | Fram: 9Jx20 med 245/35 ZR20 Bak: 11,5Jx20 med 305/30 ZR20               | Fram: 8,5Jx19 med 235/35 ZR19 Bak: 11Jx19 med 305/30 ZR19          | Fram: 8,5Jx19 med 235/35 ZR19 Bak: 11Jx19 med 305/30 ZR19          |  |
| Hjulbas: | 2450 mm | 2450 mm | 2450 mm                                                                 | 2450 mm                                                            | 2450 mm                                                            |  |
| Längd x bredd x höjd: | Carrera: 4491 x 1808 x 1303 mm Carrera 4: 4491 x 1852 x 1304 mm                                                                         | Carrera S: 4491 x 1808 x 1295 mm Carrera 4S: 4491 x 1852 x 1296 mm                                                                         | Carrera GTS: 4509 x 1808 x 1295 mm Carrera 4 GTS: 4509 x 1852 x 1296 mm | 4506 x 1880 x 1296 mm                                              | 4506 x 1880 x 1296 mm                                              |  |
| Tomvikt: | Carrera: 1455 kg Carrera 4: 1505 kg | Carrera S: 1470 kg Carrera 4S: 1520 kg | Carrera GTS: 1425 kg Carrera 4 GTS: 1470 kg                             | 1595 kg                                                            | 1605 kg                                                            |  |
| Topphastighet: | Carrera: 289 km/h/287 km/h Carrera 4: 285 km/h/283 km/h                                                                                 | Carrera S: 304 km/h/302 km/h Carrera 4S: 299 km/h/297 km/h                                                                                 | Carrera GTS: 306 km/h/304 km/h Carrera 4 GTS: 304 km/h/302 km/h         | 315 km/h                                                           | 318 km/h                                                           |  |
| Acceleration 0 – 100 km/h: | Carrera: 4,8 s/4,6 s Carrera 4: 4,9 s/4,7 s                                                                                             | Carrera S: 4,5 s/4,3 s Carrera 4S: 4,5 s/4,3 s                                                                                             | Carrera GTS: 4,4 s/4,0 s Carrera 4 GTS: 4,4 s/4,0 s                     | 3,4 s                                                              | 3,1 s                                                              |  |
| Bränsleförbrukning per 100 km: | Carrera: 9,0 l/8,2 l Carrera 4: 9,3 l/8,6 l                                                                                             | Carrera S: 9,5 l/8,7 l Carrera 4S: 9,9 l/9,1 l                                                                                             | Carrera GTS: 9,5/8,7 l Carrera 4 GTS: 9,9 l/9,1 l                       | 9,7 l                                                              | 9,7 l                                                              |  |

## Porsche 991.2
Hösten 2015 uppdaterades 991:an. De största förändringen är en ny motor med turbo till Carrera-modellerna. Även Turbo-modellerna uppdaterades med bland annat högre motoreffekt.

### Tekniska data
| Porsche 991.2:                 | 911 Carrera | 911 Carrera S | 911 Carrera GTS | 911 Turbo                                                          | 911 Turbo S                                                        | 911 Turbo S Exclusive                                              |
| ------------------------------ | --- | --- | --- | ------------------------------------------------------------------ | ------------------------------------------------------------------ | ------------------------------------------------------------------ |
| Motor:                         | 6-cyl boxermotor med turbo | 6-cyl boxermotor med turbo | 6-cyl boxermotor med turbo | 6-cyl boxermotor med turbo                                         | 6-cyl boxermotor med turbo                                         | 6-cyl boxermotor med turbo                                         |
| Cylindervolym:                 | 2981 cm³ | 2981 cm³ | 2981 cm³ | 3800 cm³                                                           | 3800 cm³                                                           | 3800 cm³                                                           |
| Borrning x slaglängd:          | 91,0x76,4 mm | 91,0x76,4 mm | 91,0x76,4 mm | 102,0x77,5 mm                                                      | 102,0x77,5 mm                                                      | 102,0x77,5 mm                                                      |
| Max effekt vid varvtal:        | 370 hk vid 6 500 v/min | 420 hk vid 6 500 v/min | 450 hk vid 6 500 v/min | 540 hk vid 6 400 v/min                                             | 580 hk vid 6 750 v/min                                             | 607 hk vid 6 750 v/min                                             |
| Max vridmoment vid varvtal:    | 450 Nm vid 1 700 v/min | 500 Nm vid 1 700 v/min | 550 Nm vid 2 150 v/min | 660 Nm vid 1 950 v/min                                             | 700 Nm vid 2 100 v/min                                             | 750 Nm vid 2 250 v/min                                             |
| Kompression:                   | 10,0 : 1 | 10,0 : 1 | 10,0 : 1 | 9,8 : 1                                                            | 9,8 : 1                                                            | 9,8 : 1                                                            |
| Ventilstyrning:                | Dubbla överliggande kamaxlar per cylinderrad, variabla ventiltider                                                                                              | Dubbla överliggande kamaxlar per cylinderrad, variabla ventiltider                                                                                              | Dubbla överliggande kamaxlar per cylinderrad, variabla ventiltider                                                                                              | Dubbla överliggande kamaxlar per cylinderrad, variabla ventiltider | Dubbla överliggande kamaxlar per cylinderrad, variabla ventiltider | Dubbla överliggande kamaxlar per cylinderrad, variabla ventiltider |
| Kylning:                       | Vätskekylning | Vätskekylning | Vätskekylning | Vätskekylning                                                      | Vätskekylning                                                      | Vätskekylning                                                      |
| Kraftöverföring:               | Carrera, S, GTS: 7-växlad växellåda, bakhjulsdrift Carrera 4, 4S, 4 GTS: 7-växlad växellåda, fyrhjulsdrift Tillval: 7-växlad växellåda med dubbelkoppling (PDK) | Carrera, S, GTS: 7-växlad växellåda, bakhjulsdrift Carrera 4, 4S, 4 GTS: 7-växlad växellåda, fyrhjulsdrift Tillval: 7-växlad växellåda med dubbelkoppling (PDK) | Carrera, S, GTS: 7-växlad växellåda, bakhjulsdrift Carrera 4, 4S, 4 GTS: 7-växlad växellåda, fyrhjulsdrift Tillval: 7-växlad växellåda med dubbelkoppling (PDK) | 7-växlad växellåda med dubbelkoppling (PDK), fyrhjulsdrift         | 7-växlad växellåda med dubbelkoppling (PDK), fyrhjulsdrift         | 7-växlad växellåda med dubbelkoppling (PDK), fyrhjulsdrift         |
| Bromsar:                       | Ventilerade skivbromsar, ABS | Ventilerade skivbromsar, ABS | Ventilerade skivbromsar, ABS | Ventilerade skivbromsar, ABS                                       | Ventilerade skivbromsar, ABS                                       | Ventilerade skivbromsar, ABS                                       |
| Hjulupphängning fram:          | Undre tvärlänkar, McPhersonben, skruvfjädrar, krängningshämmare                                                                                                 | Undre tvärlänkar, McPhersonben, skruvfjädrar, krängningshämmare                                                                                                 | Undre tvärlänkar, McPhersonben, skruvfjädrar, krängningshämmare                                                                                                 | Undre tvärlänkar, McPhersonben, skruvfjädrar, krängningshämmare    | Undre tvärlänkar, McPhersonben, skruvfjädrar, krängningshämmare    | Undre tvärlänkar, McPhersonben, skruvfjädrar, krängningshämmare    |
| Hjulupphängning bak:           | Multilänkaxel, skruvfjädrar, krängningshämmare | Multilänkaxel, skruvfjädrar, krängningshämmare | Multilänkaxel, skruvfjädrar, krängningshämmare | Multilänkaxel, skruvfjädrar, krängningshämmare                     | Multilänkaxel, skruvfjädrar, krängningshämmare                     | Multilänkaxel, skruvfjädrar, krängningshämmare                     |
| Kaross:                        | Självbärande kaross med hastighetsberoende bakspoiler | Självbärande kaross med hastighetsberoende bakspoiler | Självbärande kaross med hastighetsberoende bakspoiler | Självbärande kaross med fast bakspoiler                            | Självbärande kaross med fast bakspoiler                            | Självbärande kaross med fast bakspoiler                            |
| Fälgar, däck:                  | Fram: 8,5Jx19 med 235/40 ZR19 Bak: 11Jx19 med 295/35 ZR19 | Fram: 8,5Jx20 med 245/35 ZR20 Bak: 11Jx20 med 305/30 ZR20 | Fram: 8,5Jx20 med 245/35 ZR20 Bak: 11Jx20 med 305/30 ZR20 | Fram: 9Jx20 med 245/35 ZR20 Bak: 12Jx20 med 305/30 ZR20            | Fram: 9Jx20 med 245/35 ZR20 Bak: 12Jx20 med 305/30 ZR20            | Fram: 9Jx20 med 245/35 ZR20 Bak: 12Jx20 med 305/30 ZR20            |
| Hjulbas:                       | 2450 mm | 2450 mm | 2450 mm | 2450 mm                                                            | 2450 mm                                                            | 2450 mm                                                            |
| Längd x bredd x höjd:          | Carrera: 4499 x 1808 x 1303 mm Carrera 4: 4499 x 1852 x 11295 mm                                                                                                | Carrera S: 4499 x 1808 x 1295 mm Carrera 4S: 4499 x 1852 x 1298 mm                                                                                              | 4528 x 1852 x 1284 mm | 4507 x 1880 x 1297 mm                                              | 4507 x 1880 x 1297 mm                                              | 4507 x 1880 x 1297 mm                                              |
| Tomvikt:                       | Carrera: 1430 kg Carrera 4: 1480 kg | Carrera S: 1440 kg Carrera 4S: 1490 kg | Carrera GTS: 1450 kg Carrera 4 GTS: 1500 kg | 1595 kg                                                            | 1600 kg                                                            | 1600 kg                                                            |
| Topphastighet:                 | Carrera: 295 km/h/293 km/h Carrera 4: 292 km/h/290 km/h | Carrera S: 308 km/h/306 km/h Carrera 4S: 305 km/h/303 km/h | Carrera GTS: 312 km/h/310 km/h Carrera 4 GTS: 310 km/h/308 km/h                                                                                                 | 320 km/h                                                           | 330 km/h                                                           | 330 km/h                                                           |
| Acceleration 0 – 100 km/h:     | Carrera: 4,6 s/4,4 s Carrera 4: 4,5 s/4,3 s | Carrera S: 4,3 s/4,1 s Carrera 4S: 4,2 s/4,0 s | Carrera GTS: 4,1 s/3,7 s Carrera 4 GTS: 4,0 s/3,6 s | 3,0 s                                                              | 2,9 s                                                              | 2,9 s                                                              |
| Bränsleförbrukning per 100 km: | Carrera: 8,3 l/7,4 l Carrera 4: 8,7 l/7,7 l | Carrera S: 8,7 l/7,7 l Carrera 4S: 8,9 l/7,9 l | Carrera GTS: 9,4/8,3 l Carrera 4 GTS: 9,5 l/8,5 l | 9,1 l                                                              | 9,1 l                                                              | 9,1 l                                                              |

## Porsche 991 GT

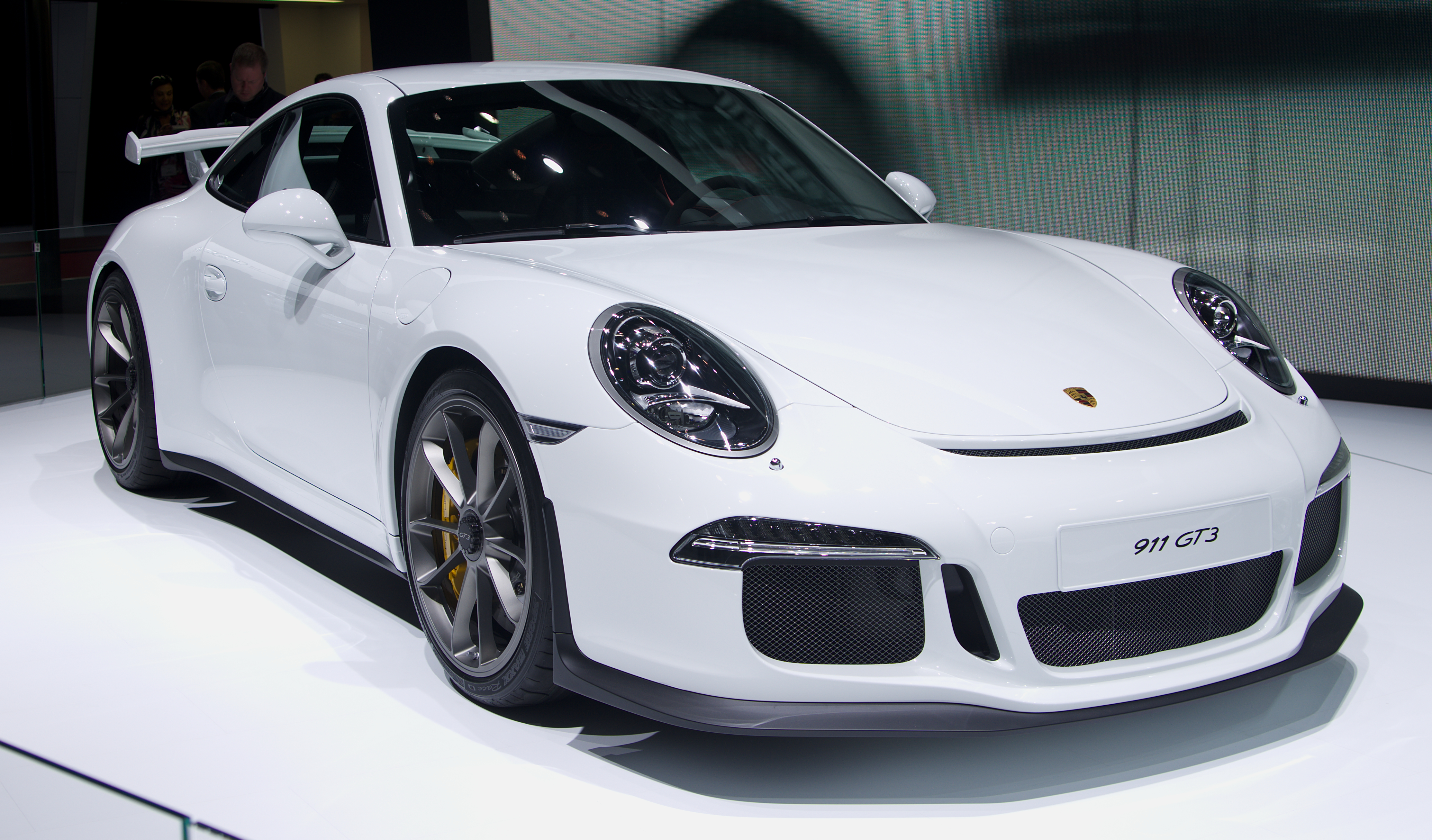
Porsche 991 GT3 (2013)

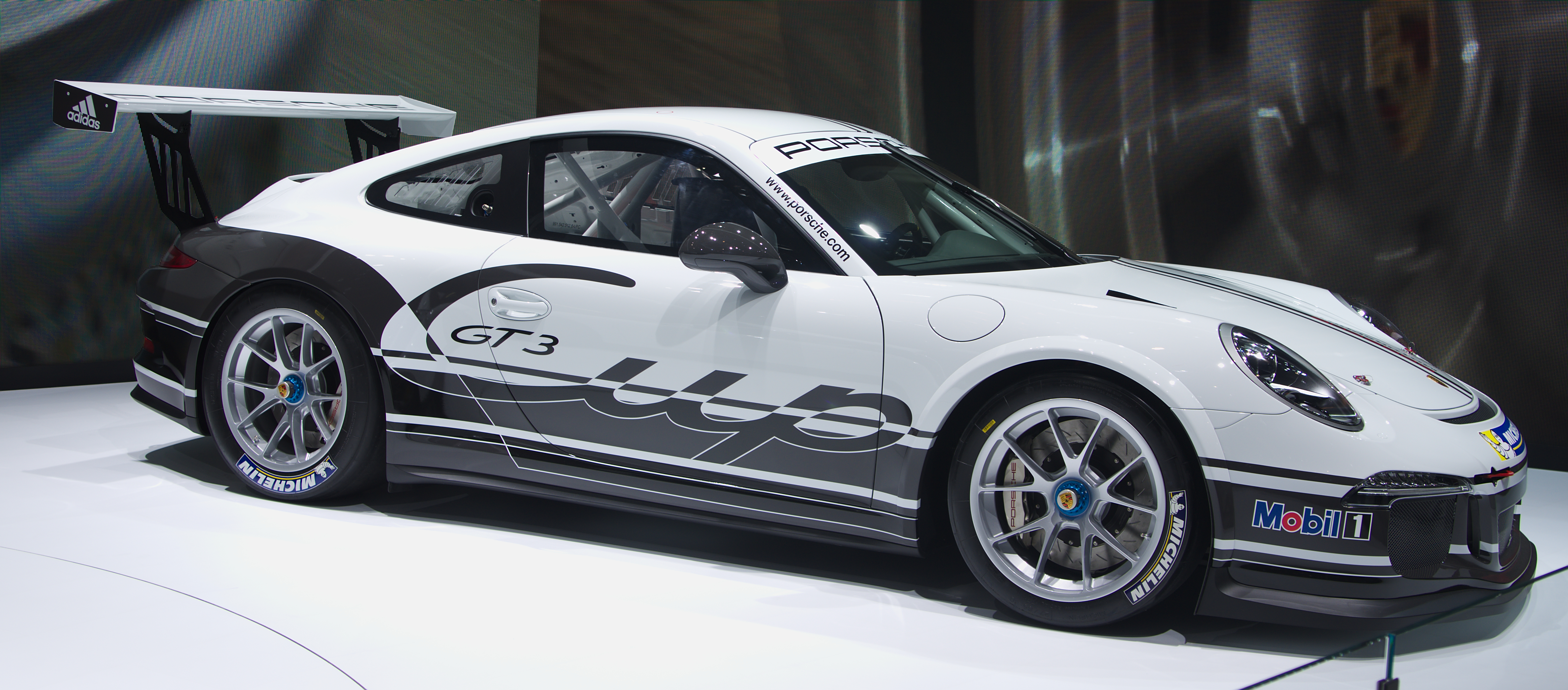
Porsche 991 GT3 Cup (2013)

### GT3
991 GT3 är gatracern i 911-familjen. Boxersexan på 3,8 liter utvecklar hela 475 hk. Vikten har reducerats jämfört med tidigare generationer vilket ger ännu bättre prestanda och bilen finns bara med Porsches dubbelkopplingslåda PDK. Hjulupphängningen i aluminium är justerbar och har aktiv bakhjulsstyrning för bättre kurvtagning
GT3 är som alltid utrustad med sugmotor.
991 GT3 Cup är en ren tävlingsversion.

### Tekniska data
| Porsche 991 GT:                | 911 GT3 (2015-16)                                                  | 911 GT3 (2017- )                                                        | 911 GT3 RS                                                         | 911 GT2 RS                                                         |  |
| ------------------------------ | ------------------------------------------------------------------ | ----------------------------------------------------------------------- | ------------------------------------------------------------------ | ------------------------------------------------------------------ |  |
| Motor:                         | 6-cyl boxermotor                                                   | 6-cyl boxermotor                                                        | 6-cyl boxermotor                                                   | 6-cyl boxermotor med turbo                                         |  |
| Cylindervolym:                 | 3799 cm³                                                           | 3996 cm³                                                                | 3996 cm³                                                           | 3800 cm³                                                           |  |
| Borrning x slaglängd:          | 102/77,5 mm                                                        | 102/81,5 mm                                                             | 102/81,5 mm                                                        | 102/77,5 mm                                                        |  |
| Max effekt vid varvtal:        | 475 hk vid 8 250 v/min                                             | 500 hk vid 8 250 v/min                                                  | 500 hk vid 8 250 v/min                                             | 700 hk vid 7 000 v/min                                             |  |
| Max vridmoment vid varvtal:    | 440 Nm vid 6 250 v/min                                             | 460 Nm vid 6 000 v/min                                                  | 460 Nm vid 6 250 v/min                                             | 750 Nm vid 2 500 v/min                                             |  |
| Kompression:                   | 12,9:1                                                             | 13,3:1                                                                  | 12,9:1                                                             | 9,8:1                                                              |  |
| Ventilstyrning:                | Dubbla överliggande kamaxlar per cylinderrad, variabla ventiltider | Dubbla överliggande kamaxlar per cylinderrad, variabla ventiltider      | Dubbla överliggande kamaxlar per cylinderrad, variabla ventiltider | Dubbla överliggande kamaxlar per cylinderrad, variabla ventiltider |  |
| Kylning:                       | Vätskekylning                                                      | Vätskekylning                                                           | Vätskekylning                                                      | Vätskekylning                                                      |  |
| Växellåda:                     | 7-växlad växellåda med dubbelkoppling (PDK)                        | 6-växlad växellåda Tillval: 7-växlad växellåda med dubbelkoppling (PDK) | 7-växlad växellåda med dubbelkoppling (PDK)                        | 7-växlad växellåda med dubbelkoppling (PDK)                        |  |
| Drivning:                      | Bakhjulsdrift                                                      | Bakhjulsdrift                                                           | Bakhjulsdrift                                                      | Bakhjulsdrift                                                      |  |
| Bromsar:                       | Keramiska skivbromsar, ABS                                         | Keramiska skivbromsar, ABS                                              | Keramiska skivbromsar, ABS                                         | Keramiska skivbromsar, ABS                                         |  |
| Hjulupphängning fram:          | Undre tvärlänkar, McPhersonben, skruvfjädrar, krängningshämmare    | Undre tvärlänkar, McPhersonben, skruvfjädrar, krängningshämmare         | Undre tvärlänkar, McPhersonben, skruvfjädrar, krängningshämmare    | Undre tvärlänkar, McPhersonben, skruvfjädrar, krängningshämmare    |  |
| Hjulupphängning bak:           | Multilänkaxel, skruvfjädrar, krängningshämmare                     | Multilänkaxel, skruvfjädrar, krängningshämmare                          | Multilänkaxel, skruvfjädrar, krängningshämmare                     | Multilänkaxel, skruvfjädrar, krängningshämmare                     |  |
| Kaross:                        | Självbärande kaross med fast bakspoiler                            | Självbärande kaross med fast bakspoiler                                 | Självbärande kaross med fast bakspoiler                            | Självbärande kaross med fast bakspoiler                            |  |
| Fälgar, däck:                  | Fram: 9Jx20 med 245/35 ZR20 Bak: 12Jx20 med 305/30 ZR20            | Fram: 9Jx20 med 245/35 ZR20 Bak: 12Jx20 med 305/30 ZR20                 | Fram: 9Jx20 med 265/35 ZR20 Bak: 12,5Jx21 med 325/30 ZR21          | Fram: 9,5Jx20 med 265/35 ZR20 Bak: 12,5Jx21 med 325/30 ZR21        |  |
| Hjulbas:                       | 2457 mm                                                            | 2457 mm                                                                 | 2457 mm                                                            | 2453 mm                                                            |  |
| Längd x bredd x höjd:          | 4545 x 1852 x 1269 mm                                              | 4562 x 1852 x 1271 mm                                                   | 4545 x 1880 x 1291 mm                                              | 4549 x 1880 x 1297 mm                                              |  |
| Tomvikt:                       | 1505 kg                                                            | 1505 kg                                                                 | 1495 kg                                                            | 1545 kg                                                            |  |
| Acceleration 0 – 100 km/h:     | 3,5 s                                                              | 3,9 s / 3,4 s                                                           | 3,3 s                                                              | 2,8 s                                                              |  |
| Topphastighet:                 | 315 km/h                                                           | 320 km/h / 318 km/h                                                     | 310 km/h                                                           | 340 km/h                                                           |  |
| Bränsleförbrukning per 100 km: | 12,4 l                                                             | 12,9 l / 12,7 l                                                         | 12,7 l                                                             | 11,8 l                                                             |  |